# 부울 도메인
수학 및 추상 대수학에서 부울 도메인(Boolean domain,부울 영역) 은 거짓 및 참을 포함하는 해석이 포함된 정확히 두 개의 요소로 구성된 집합이다. 수리 논리학 및 이론 컴퓨터 과학에서 부울 도메인은 일반적으로 {0, 1}, {false, true}, {F, T}, {\displaystyle \left\{\bot ,\top \right\}} 또는 {\displaystyle \mathbb {B} .}
부울 도메인에서 자연스럽게 구축되는 대수적 구조는 두 가지 요소가 있는 부울 대수이다. 바운드 된 격자의 범주에 있는 초기 객체는 부울 (Boolean) 영역(도메인)이다.
컴퓨터 과학에서 부울 변수는 일부 부울 도메인에서 값을 취하는 변수이다. 일부 프로그래밍 언어에는 Boolean 도메인의 요소에 대해 예약어 또는 기호가 사용된다 (예 : false 및 true ) 그러나 많은 프로그래밍 언어는 엄격한 의미에서 부울 데이터 유형 을 가지고 있지 않다. 예를 들어, C 또는 BASIC에서 거짓은 숫자 0으로 표시되고 참은 숫자 1 또는 -1로 표시되며 이 값을 사용할 수 있는 모든 변수는 다른 숫자 값으로 대체해서 사용할 수도 있다.

## 일반화
부울 도메인 {0, 1}은 단위 간격 [0,1]으로 대체 될 수 있다.  이 경우 0 또는 1 값만 가져 오는 대신 0 과 1을 포함하여 0 과 1을 포함하는 모든 값을 가정 할 수 있다.
대수적으로 , 부정 (NOT)은 다음으로 대체된다.
{\displaystyle 1-x}
논리곱 (AND)은 곱셈으로 대체된다.
{\displaystyle xy}
그리고 논리합 (OR)은 드 모르간(De Morgan)의 법칙을 통해 정의된다.
{\displaystyle 1-(1-x)(1-y)}
이러한 값을 논리적 진리 값으로 해석하면 다중 값 논리가 산출되어 퍼지 논리 및 확률론적 논리의 기초가 된다. 이러한 해석에서 가치는 진리의 "정도"로 해석된다 - 어느 정도의 명제가 사실인지 또는 명제가 사실 일 확률-

## 같이 보기
- 불 대수
- 이진 행렬